# 專業硬幣分級服務
專業硬幣分級服務公司（Professional Coin Grading Service, PCGS）是一家創立於美國加州，提供硬幣專業分級、鑑定、分級和封裝服務的第三方驗證公司。

## 歷史沿革
專業硬幣分級服務創立於1985年，由七位創始股東共同籌組公司：
- David Hall[1]
- Silvano DiGenova
- Bruce Amspacher
- Gordon Wrubel
- Van Simmons
- John Danreuther
- Steve Cyrkin

這家公司成立的目的，就是針對世界各國的硬幣進行鑑定服務，並設有分級制度，專業硬幣分級服務在亞洲和歐洲都設有分公司，專業硬幣分級服務被纳斯达克上櫃公司環球收藏家併購。

### 服務
專業硬幣分級服務公司提供世界各國的硬幣認證，對硬幣進行分類、鑑定、分配和封裝在透明、密封的塑膠硬殼包裝中，還會針對各個硬幣給予註記標籤，上面會有分級認證，以此來判斷各個硬幣的價值。認證過程中，公司不會提供硬幣清潔、拋光、修補等破壞性的介入，只會針對現況做出鑑定。

### 鑑定後包裝
經過專業硬幣分級服務公司鑑定後的硬幣，都會給予一個專屬的塑膠硬殼收藏盒，上面貼有雷射防偽標籤，還會正面印有硬幣的國籍、類型、面額、等級，更多的詳細資料，可以透過收藏盒上的二維條碼和NFC近場通訊得知該枚硬幣的所有報告以及鑑定真偽。

## 相關連結
- 專業硬幣分級服務官方網站 （页面存档备份，存于）